# Hikmat Mirzayev
Pour les articles homonymes, voir Mirzayev.
Hikmat Mirzayev (en azerbaïdjanais: Hikmət Mirzəyev) est un officier de l'armée azerbaïdjanaise, lieutenant général des forces armées azerbaïdjanaises, commandant des forces spéciales, participant aux affrontements du Haut-Karabakh de 2016 et de la guerre du Haut-Karabakh de 2020, et le vainqueur de la bataille de Choucha en 2020. Il avait reçu le titre de héros de la guerre patriotique.

## Vie et service
Hikmet Mirzayev est né le 29 février 1968 à Bilasuvar.
Le 19 janvier 2002, par décret du président azerbaïdjanais Heydar Aliyev n ° 662, H. Mirzayev a reçu le grade de général de division.
Le 29 avril 2015, le commandant des forces spéciales, le général de division Hikmat Mirzayev, a pris part à la cérémonie de remise des drapeaux de combat aux unités militaires nouvellement créées des forces spéciales azerbaïdjanaises.
Il a dirigé les forces spéciales azerbaïdjanaises lors des affrontements d'avril 2016 au Haut-Karabakh.
Mirzayev est actuellement commandant d'unité. Le 4 octobre, le commandant en chef suprême des forces armées azerbaïdjanaises et le président azerbaïdjanais Ilham Aliyev a félicité Hasanov, ainsi que le général de division Mais Barkhudarov, et le personnel dirigé par eux pour la libération de la ville de Jabrayil et neuf villages du district de Jabrayil. Le 8 novembre, Aliyev l'a félicité pour la libération de Choucha.
Le 10 décembre 2020, Mirzayev a dirigé les militaires des forces spéciales du ministère de la Défense défilant lors du défilé de la victoire à Bakou.
Le 11 janvier 2024, le vice-ministre de la Défense de la République d'Azerbaïdjan a été nommé commandant des forces terrestres.

## Prix
Le 24 juin 2003, Hikmat Mirzayev a reçu la Médaille de l'héroïsme par décret du Président de la République d'Azerbaïdjan Heydar Aliyev n ° 887 pour "mérites particuliers de la protection de l'indépendance et de l'intégrité territoriale de la République d'Azerbaïdjan, pour la distinction en l'accomplissement de ses fonctions officielles et les tâches assignées à l'unité militaire. "
Le 24 juin 2015, Hikmat Mirzayev a reçu le Pour service à l'Ordre de la Patrie.
Le 17 octobre 2020, Hikmet Mirzayev a reçu le grade militaire le plus élevé de lieutenant général par le commandant en chef Ilham Aliyev.
Le 9 décembre 2020, Hikmat Mirzayev a reçu la médaille du héros de la guerre patriotique par décret du président Ilham Aliyev.